# La avenida Nevski
La avenida Nevski o La avenida del Nevá (del ruso: Невский Проспект) es un cuento de Nikolái Gógol escrito entre 1831 y 1834, y publicado en 1835.

## Argumento
Influenciado fuertemente por el movimiento sentimental, el protagonista de La avenida Nevski es un romántico insignificante y patético; el narrador del cuento es hablador y poco fiable. La historia está organizada simétricamente: en la introducción el narrador describe con gran detalle la avenida Nevski (la arteria central de San Petersburgo, entonces capital del Imperio Ruso) y los tipos de transeúntes que la recorren en diferentes horarios del día. Luego la trama se bifurca para seguir a dos conocidos que se separan para seguir, a su vez, a dos mujeres hermosas que vieron en la calle. El primer relato corresponde al héroe romántico, el segundo es más realista. La historia cierra con el narrador hablando nuevamente sobre la avenida Nevski.
El primer relato es de un joven pintor romántico, Piskariov, quien sigue a una mujer de cabello oscuro hasta lo que pareciera ser un burdel. Sin embargo, su interés en la mujer es completamente inocente y casto, por lo que queda conmocionado por la verdadera naturaleza de la mujer, y escapa. De nuevo en su habitación sueña a la mujer como una rica y virtuosa dama. Para repetir la experiencia, comienza a vivir solo para sus sueños, comienza a experimentar insomnio y recurre al opio para restablecer su habilidad de dormir y soñar. Luego de soñar con la mujer como su esposa, decide proponerle matrimonio, pero cuando regresa al burdel para hacerlo la mujer se burla de él. Tras volver a su habitación, se corta la garganta. Nadie va a su entierro. 
El segundo relato es sobre un oficial, el teniente Pirogov. Crudo y realista, Pirogov sigue a una rubia hasta su casa, pero ella resulta ser la esposa de un hojalatero alemán. Pirogov regresa cuando el marido está fuera e intenta seducir a la mujer, pero es atrapado en una situación comprometedora por el hojalatero y sus amigos y le dan una paliza. Pirogov primero se enfurece y está determinado a buscar venganza, pero luego se apacigua comiendo pasteles de hojaldre, leyendo un periódico reaccionario y concurriendo a un baile.
La historia concluye con el narrador advirtiendo que la avenida Nevski engaña a toda hora del día, pero mucho más por la noche, "cuando el propio demonio enciende las luces con el único fin de que todo parezca distinto de como es".